# Тит Сетидий Фирм
Тит Сетидий Фирм (на латински: Titus Settidius Firmus) e политик и сенатор на Римската империя през края на 1 и началото на 2 век.
През 112 г. той е суфектконсул заедно с Гай Клавдий Север.